# Sindrome dello stretto toracico superiore
La sindrome dello stretto toracico superiore (in inglese semplicemente thoracic outlet syndrome, sindrome dell'egresso toracico o TOS) è un quadro patologico da compressione neurovascolare a carico della radice degli arti superiori.

## Aspetti anatomici
Gli arti superiori sono innervati dal plesso brachiale e vascolarizzati dalle arterie succlavie che si trovano appunto a questo livello. Tale fascio vascolonervoso può essere compresso nel suo decorso in tre punti, ognuno sostenuto da una causa ben precisa o comunque frequente: in direzione prossimo-distale si individua il triangolo interscalenico (sindrome dello scaleno), lo spazio sottoclavicolare o costo-clavicolare (sindrome della costa cervicale) e lo spazio subcoracoide, sotto al muscolo piccolo pettorale (sindrome da iperabduzione).
L'anatomia è così posta:
- Il triangolo interscalenico è costituito anteriormente dal muscolo scaleno anteriore, dallo scaleno mediale posteriormente e dalla faccia mediale della prima costa inferiormente. Al suo interno è contenuto il plesso brachiale e l'arteria succlavia.
- Il triangolo costo-clavicolare è costituito anteriormente dal terzo medio della clavicola, posteromedialmente dalla prima costa e posterolateralmente dal profilo superiore della scapola. Al suo interno è contenuto il plesso brachiale, l'arteria succlavia e la vena succlavia.
- Il passaggio infracoracoideo è delimitato dal processo coracoide dal tendine del piccolo pettorale, posteriormente dalla seconda alla quarta costa e superiormente il processo coracoideo. Al suo interno è contenuto il plesso brachiale e l'arteria ascellare e la vena ascellare.

## Eziologia
Quest'area può essere eccessivamente stretta o diventarlo durante certe manovre provocative o esserlo per la presenza di strutture anomale come bande fibrose, prime coste, muscoli anomali o ipertrofici. Ripetuti traumi a livello delle radicole C8-T1 possono simulare il quadro e giocarvi un ruolo patogenetico.
I TOS possono essere attribuiti a uno o più dei seguenti fattori:
- Anomalie congenite si riscontrano frequentemente in persone con TOS. Questi includono la costa soprannumeraria cervicale, il processo trasverso prolungato e le anomalie muscolari (ad esempio, nel muscolo anteriore dello scaleno, uno scaleno falso medio) o anomalie del tessuto connettivo fibroso.[2]
- Il traumatismo (ad esempio, lesioni da colpo di frusta) o disturbo degli arti superiori da lavoro.[2]
- Alcune rare cause acquisite includono tumori, iperostosi e osteomielite.[2]

## Diagnosi

### Segni e sintomi
I sintomi sono spesso esacerbati o causati dall'abduzione delle braccia. Dal lato neurologico abbiamo dolore, intorpidimento, parestesie, e/o senso di debolezza, mentre sintomi di tipo vascolare sono dolore, perdita di polso arterioso, arto freddo e pallore.
Il segno di Adson e la manovra costoclavicolare mancano di specificità e sensibilità e la loro positività non è un criterio sicuro per fare diagnosi di TOS. Attualmente non esiste un singolo segno clinico che renda la diagnosi di TOS con alcun grado di certezza.
Ulteriori manovre che possono essere anormali in TOS includono il Test di Wright, che comporta l'iperabduzione delle braccia sulla testa con una certa estensione e la valutazione della perdita di impulsi radiali o segni di scottatura della pelle nelle mani che indicano una diminuzione del flusso sanguigno per via della manovra. Viene anche usato il "test di compressione", esercitando una pressione tra la clavicola e la testa dell'omero mediale provoca radiazioni di dolore e / o intorpidimento nel braccio interessato.

### Esami di laboratorio e strumentali
La diagnosi è clinica, ma può essere supportata dall'ecografia Doppler o da esami radiologici come l'angiografia sotto carico. Anche la semplice radiografia del torace può individuare anormalità ossee.
L'arteriografia Doppler, con sonde sulla punta delle dita e sulle braccia, che evidenza la velocità con cui il flusso sanguigno attraversa le arterie radiali, con e senza che il paziente esegua varie manovre del braccio (che causa compressione dell'arteria succlavia allo sbocco toracico) . I movimenti possono provocare sintomi di dolore e intorpidimento e produrre grafici con flusso sanguigno arterioso diminuito fino alla punta delle dita, fornendo una forte evidenza di impingement dell'arteria succlavia allo sbocco toracico. L'arteriografia Doppler non utilizza sonde a contatto con le dita e le braccia, e in questo caso è probabile che venga confusa con la pletismografia, che è un metodo diverso che utilizza gli ultrasuoni senza visualizzazione diretta dei vasi interessati.
L'ecografia Doppler non è utilizzata per fare la diagnosi di TOS; in quanto, anche se uno studio Doppler dell'arteria coinvolta dovesse essere positivo, non diagnosticherebbe TOS neurogenica, di gran lunga il sottotipo più comune di TOS. Ci sono molte prove nella letteratura medica per dimostrare che la compressione arteriosa non equivale alla compressione del plesso brachiale, sebbene possano verificarsi insieme, in vari gradi. Inoltre, la compressione arteriosa di per sé non implica la diagnosi di TOS arteriosa (la forma più rara di TOS). Piccoli livelli di compressione arteriosa sono stati mostrati in individui normali in varie posizioni di braccio e si pensa che siano di scarsa importanza senza la presenza di altri criteri caratteristici della TOS.

### Classificazione

#### Classificazione per struttura affetta
Esistono tre tipi principali di TOS, denominati in base alla causa dei sintomi; tuttavia, queste tre classificazioni è solo scolastica e nella clinica quotidiana una TOS può coinvolgere tutti i tipi di compressione in vari gradi. La compressione può avvenire in tre strutture anatomiche (arterie, vene e nervi), può essere isolata o, più comunemente, due o tre delle strutture sono compresse in gradi maggiori o minori. Inoltre, le forze di compressione possono essere di diversa ampiezza in ciascuna struttura interessata. Pertanto, i sintomi possono essere variabili.
- La TOS neurogena comprende disturbi prodotti dalla compressione di componenti dei nervi del plesso brachiale. La forma neurogena di TOS rappresenta il 95% di tutti i casi di TOS.[6]
- La TOS arteriosa è dovuta alla compressione dell'arteria succlavia.[6] Meno dell'uno per cento dei casi[7]
- La TOS venosa è dovuta alla compressione della vena succlavia.[6] Questo rappresenta circa il 4% dei casi.[7]

## Trattamento

### Misure fisiche
Lo stretching, la terapia occupazionale e fisica sono comuni approcci non invasivi usati nel trattamento delle TOS. L'obiettivo dello stretching è di alleviare la compressione nella cavità toracica, ridurre i vasi sanguigni e il conflitto nervoso e riallineare le ossa, i muscoli, i legamenti oi tendini che causano il problema.
Una serie di tratti comunemente prescritti include lo spostamento delle spalle in avanti (in avanti - chiamato "curvatura"), quindi di nuovo in una posizione neutrale, quindi estendendoli posteriormente (indietro, chiamato "arcuato"), quindi di nuovo in folle, seguito sollevando le spalle il più alto possibile, e poi di nuovo a cicli fino a quanto tollerato.
Un altro gruppo di tratti comporta l'inclinazione e l'estensione del collo opposto al lato della ferita mantenendo il braccio infortunato verso il basso o avvolto intorno alla schiena.
La terapia occupazionale o fisica può includere esercizi di movimento passivi o attivi, lavorando su serie ponderate o limitate (come tollerate).

### Farmaci
In una review, il botox è stato confrontato con un placebo iniettato nei muscoli dello scaleno. Non è stato notato alcun effetto in termini di sollievo dal dolore o miglioramento del movimento. Tuttavia, in un follow-up di sei mesi, è stata osservata una significativa parestesia .

### Chirurgia
Approcci urgenti sono stati usati con successo anche in TOS. La microchirurgia può essere utilizzata avvicinandosi all'area da sopra l'osso del collo (supraclavicolare) seguita dalla neurolisi del plesso brachiale, dalla rimozione del muscolo scaleno (scalenectomia) e dal rilascio dei vasi sanguigni sottoclaveari sottostanti. Questo approccio evita l'uso della resezione, ed è stato approvato come trattamento efficace.
Nei casi in cui la prima costola (o una banda fibrosa che si estende dalla prima costola) comprime una vena, un'arteria o il fascio nervoso, parte della prima costola e qualsiasi tessuto fibroso compressivo, può essere rimosso in una procedura chirurgica di resezione della costola; può anche essere necessario rimuovere i muscoli dello scaleno (scalenectomia). Ciò consente un aumento del flusso sanguigno e la riduzione della compressione nervosa.
In alcuni casi può esserci una costola rudimentale o una costola cervicale che può causare la compressione, che può essere rimossa usando la chirurgia.
La terapia fisica viene spesso utilizzata prima e dopo l'operazione per migliorare i tempi e i risultati del recupero. Potenziali complicazioni includono pneumotorace, infezione, perdita di sensibilità, problemi motori, danni all'arteria succlavia e, come in tutti gli interventi chirurgici, un rischio molto piccolo di lesioni permanenti gravi o morte.